# 特拉华州行政区划
美國德拉瓦州共有3個郡，是美國五十州中郡級行政區最少的州。德拉瓦州的郡份區劃可回溯至殖民地時期的法院區（Court district）分界。
德拉瓦州的每一個郡的立法機構有些許不同（紐卡斯爾郡和蘇塞克斯郡為「郡議會」，而肯特郡為「徵收法庭」）。各郡份可以依其經濟狀況自行提高稅收，也可以與其他郡借貸資金，同時都有控制垃圾處理，水資源，建築規範，分界，發展和污水處理的權力。
德拉瓦州政府擁有比其他州份更大的權力，例如一些在其他州中會以郡份間互助的形式處理的機能（如執法等）。政府曾將各郡細分成許多百區，方便辦理報稅與投票，不過現在的百區已經沒有實際職能，只在一些不動產土地法定證明文件中作為地理參考點出現。
以下表格會在每一個郡的名稱後面列出其聯邦資料處理標準代碼（簡稱FIPS代碼），該代碼是美國聯邦政府用來區分各州郡的唯一識別碼。德拉瓦州的代碼是10，轄下郡級行政區的代碼則為「10XXX」。所有的FIPS代碼將連結至該郡級行政區最近的一次人口普查數據。

## 歷史
1664年英軍佔領德拉瓦後，便將德拉瓦河和德拉瓦灣以西的土地劃入紐約省的一部分，建立德拉瓦殖民地，以紐卡斯爾為行政中心；1673年荷蘭短暫的收復德拉瓦時，新增了阿普蘭和霍爾基爾（又稱荷恩基爾，今路易斯）兩個法院區。紐卡斯爾和其於德拉瓦中部剩餘的轄區最後合併成紐卡斯爾郡，郡治並於1881年遷移至威明頓。1680年，霍爾基爾區被分成「迪爾郡」和「聖瓊斯郡」兩個郡份；分開之後，路易斯成為迪爾郡的郡治，聖瓊斯郡的郡治則位於多佛。迪爾郡和聖瓊斯郡於1682年分別更名為蘇塞克斯郡和肯特郡，原阿普蘭區則於1682年改名為切斯特郡，現為賓夕法尼亞州的一部分。
馬里蘭殖民地的第二任所有人第三代巴爾的摩男爵查爾斯·卡爾弗特曾聲稱擁有整個德拉瓦殖民地的主權，並將準備德拉瓦轄下的領土劃入馬里蘭的「達拉謨郡」（Durham County），但由於巴爾的摩男爵並無真正統治德拉瓦州，達拉謨郡從未實際建制；另外，今日蘇塞克斯郡的南部和西部地區曾分屬馬里蘭多個郡份統治，馬里蘭在1767年梅森-迪克森線劃定前並不承認這些地區是德拉瓦的一部分。1776年，德拉瓦殖民地在美國革命中自英國和賓夕法尼亞省獨立為德拉瓦州，並於1787年12月7日成為第一個批准通過《美利堅合眾國憲法》的州份，因此常被後人稱為「美國的第一個州」。1791年，因蘇塞克斯郡向南部和西部擴張，郡治遷移至喬治敦至今。
2000年代後，部份民眾要求政府自紐卡斯爾郡劃分建立新的郡份「阿波昆尼明克郡」（Appoquinimink County）。該事件的動機是為了阻止政府將統一發展法相關法規應用於未開發地帶。計畫中的「阿波昆尼明克郡」較現存的阿波昆尼明克百區廣闊，範圍包括了切薩皮克-德拉瓦運河以南的所有土地，並預定以米德爾敦為郡治。

## 郡級行政區列表
| 县         | FIPS代码 | 郡治   | 成立年份 | 起源                                                          | 郡名語源                                             | 郡旗              | 郡徽              | 人口 （2018年） | 面积                            | 地图                       |
| ---------- | -------- | ------ | -------- | ------------------------------------------------------------- | ---------------------------------------------------- | ----------------- | ----------------- | --------------- | ------------------------------- | -------------------------- |
| 肯特縣     | 001      | 多佛   | 1680年   | 霍爾基爾區 原名為「聖瓊斯郡」，1682年更為現名                 | 英格蘭的郡肯特郡 由德拉瓦殖民地行政長官威廉·佩恩命名 | 暫缺 自由版權圖片 | 暫缺 自由版權圖片 | 178,550         | 798平方英里 （2,067平方公里）   | 標示出肯特縣位置的地圖     |
| 紐卡斯爾縣 | 003      | 威明頓 | 1664年   | 未建立行政區劃之土地 原名為「新阿姆斯特爾郡」，1673年改為現名 | 紐卡斯爾 由新尼德蘭行政長官安東尼·科夫命名           |                   | 暫缺 自由版權圖片 | 559,335         | 494平方英里 （1,279平方公里）   | 標示出紐卡斯爾縣位置的地圖 |
| 蘇塞克斯縣 | 005      | 喬治敦 | 1664年   | 霍爾基爾區 原名為「迪爾郡」，1682年更為現名                   | 英格蘭的郡蘇塞克斯郡 威廉·佩恩的故鄉                 |                   | 暫缺 自由版權圖片 | 229,286         | 1,196平方英里 （3,098平方公里） | 標示出蘇塞克斯縣位置的地圖 |